# Monstera subpinnata
Monstera subpinnata é uma esppécie de plantas com flores. Foi descrito pela primeira vez por Heinrich Wilhelm Schott, e recebeu o nome exato por Adolf Engler .  Monstera subpinnata pertence ao gênero Monstera, e está relacionada com Araceae.
Este tipo de planta pode ser encontrado em:
- Peru
- Equador
- Bolívia